# باريس تورز 1987
باريس تورز 1987 هو سباق دراجات هوائية، وهو موسم من باريس تورز، وأقيم في 11 أكتوبر 1987.
فاز بالمركز الأول أدري فان دير بول، وبالمركز الثاني تيون فان فليت، وبالمركز الثالث ماوريتسيو فوندريست.

## الفائزون
| الترتيب | الفائز             |
| ------- | ------------------ |
| الفائز  | أدري فان دير بول   |
| الثاني  | تيون فان فليت      |
| الثالث  | ماوريتسيو فوندريست |